# Comuna Ungureni, Bacău
Ungureni (în trecut, Lecca și Bibirești, în maghiară Ungurén) este o comună în județul Bacău, Moldova, România, formată din satele Bărtășești, Bibirești, Bota, Botești, Gârla Anei, Ungureni (reședința), Viforeni și Zlătari.

## Așezare
Comuna se află în nord-estul județului, în valea râului Răcătău. Este traversată de șoseaua județeană DJ252, care o leagă spre nord de Buhoci (unde se termină în DN2F) și spre sud de Parincea, Pâncești, Găiceana, Huruiești și mai departe în județul Vrancea de Homocea (unde se intersectază cu DN11A), Ploscuțeni și în județul Galați de Buciumeni, Nicorești și Cosmești (unde se termină în DN24). De asemenea, zona estică a comunei este deservită de șoseaua județeană DJ252F, care se ramifică din DJ252 la Parincea.

## Demografie
Componența etnică a comunei Ungureni
     Români (91,65%)
     Alte etnii (0,08%)
     Necunoscută (8,27%)
Componența confesională a comunei Ungureni
     Ortodocși (90,69%)
     Alte religii (0,79%)
     Necunoscută (8,52%)
Conform recensământului efectuat în 2021, populația comunei Ungureni se ridică la 3.532 de locuitori, în creștere față de recensământul anterior din 2011, când fuseseră înregistrați 3.509 locuitori. Majoritatea locuitorilor sunt români (91,65%), iar pentru 8,27% nu se cunoaște apartenența etnică. Din punct de vedere confesional, majoritatea locuitorilor sunt ortodocși (90,69%), iar pentru 8,52% nu se cunoaște apartenența confesională.

## Politică și administrație
Comuna Ungureni este administrată de un primar și un consiliu local compus din 13 consilieri. Primarul, Vasile C. Bibire[*], de la Partidul Social Democrat, este în funcție din 2004. Începând cu alegerile locale din 2024, consiliul local are următoarea componență pe partide politice:
|  | Partid                    | Consilieri | Componența Consiliului | Componența Consiliului | Componența Consiliului | Componența Consiliului | Componența Consiliului | Componența Consiliului | Componența Consiliului | Componența Consiliului |
|  | ------------------------- | ---------- | ---------------------- | ---------------------- | ---------------------- | ---------------------- | ---------------------- | ---------------------- | ---------------------- | ---------------------- |
|  | Partidul Social Democrat  | 8          |                        |                        |                        |                        |                        |                        |                        |                        |
|  | Partidul Național Liberal | 5          |                        |                        |                        |                        |                        |                        |                        |                        |

## Istorie
La sfârșitul secolului al XIX-lea, comuna purta numele de Leca (după ce până la moartea lui G. Leca în 1887 purtase denumirea de Bibirești), făcea parte din plasa Siretul de Jos a județului Bacău și era formată din satele Ungureni (sau Leca), Bibirești, Tociloasa, Slobozia, Zlătari, Varnița și Bota, având în total 1823 de locuitori. În comună existau o școală mixtă cu 25 de elevi deschisă în 1889 și două biserici ortodoxe (la Bibirești și Ungureni), iar principalul proprietar de pământ era Ion G. Leca. La acea vreme, pe teritoriul actual al comunei, mai funcționa în aceeași plasă și comuna Botești, formată din satele Botești, Viforeni, Bărtășești și Iapa, având în total 1206 locuitori ce trăiau în 338 de case. Existau aici o școală mixtă cu 18 elevi (dintre care 6 fete) deschisă în 1889 la Botești și trei biserici ortodoxe (două în Viforeni și una în Botești).
Anuarul Socec din 1925 consemnează cele două comune în aceeași alcătuire, în plasa Siret a aceluiași județ: comuna Leca având 1700 de locuitori, iar comuna Botești — 1462. În 1931, comuna Botești a luat numele de Viforeni.
În 1950, comunele au fost transferate raionului Bacău din regiunea Bacău, și în 1964 a primit denumirea de Leca; între timp, comuna Viforeni a fost desființată, iar satele ei au trecut la comuna Ungureni. În 1968, comuna Ungureni a revenit la județul Bacău, reînființat; tot atunci, au fost desființate satele Slobozia (comasat cu Ungureni), Tociloasa și Varnița (comasate cu Bibirești).

## Monumente istorice
Singurul obiectiv din comuna Ungureni inclus în lista monumentelor istorice din județul Bacău ca monument de interes local este biserica de lemn „Adormirea Maicii Domnului” din satul Ungureni; clădirea, datând din 1754, este clasificată ca monument de arhitectură.